# S Voice
S Voice és un programari de reconeixement de veu desenvolupat per Samsung i presentat amb el llançament del telèfon intel·ligent Galaxy S III 03 de maig 2012 S Voice actualment suporta 8 idiomes, incloent anglès (britànic), anglès (americà), italià, alemany, francès, espanyol i coreà. Aquest programari permet donar ordres de veu per al telèfon intel·ligent accelerant algunes operacions. Per exemple, es pot cridar a un contacte de la llibreta de contactes, enviar missatges de text, programar recordatoris, prendre fotos, etc. L'aplicació funciona només en la presència d'una connexió de xarxa, 3G o wi-fi.

## Dispositius equipats
Els smartphones i tauletes de la casa coreana que es munten S-Voice són:
Galaxy S II Plus

Galaxy SIII

Galaxy SIII Mini

Galaxy S4

Galaxy Tab 3

Galaxy S4 Mini

Galaxy S5

Galaxy S5 Mini

Galaxy Ace 3